# Alex Wassilew
Alex Wassilew (bulgarisch Алекс Василиев, englisch Aleks Vasilev; * 27. September 1995) ist ein bulgarischer Mittelstreckenläufer, der sich auf den 800-Meter-Lauf spezialisiert hat.

## Sportliche Laufbahn
Erste internationale Erfahrungen sammelte Alex Wassilew im Jahr 2018, als er bei den Balkan-Hallenmeisterschaften in Istanbul in 1:52,92 min die Bronzemedaille im 800-Meter-Lauf gewann, wie auch bei den Freiluftmeisterschaften in Stara Sagora in 1:51,61 m. Dort belegte er zudem mit der bulgarischen 4-mal-400-Meter-Staffel in 3:16,84 min den sechsten Platz. Im Jahr darauf gewann er bei den Balkan-Hallenmeisterschaften in 1:53,63 min die Silbermedaille und bei den Freiluftmeisterschaften in Prawez belegte er in 1:51,79 min den sechsten Platz. 2021 wurde er bei den Balkan-Hallenmeisterschaften in 1:51,88 min Siebter über 800 Meter und gewann mit der Staffel in 3:18,28 min die Bronzemedaille. Im Juni gelangte er bei den Freiluft-Balkan-Meisterschaften in Smederevo mit 1:51,88 min auf Rang sieben. 
In den Jahren 2018 und von 2020 bis 2022 wurde Wassilew bulgarischer Meister im 800-Meter-Lauf im Freien sowie 2019 und 2021 in der Halle. Zudem wurde er 2020 Hallenmeister im 400-Meter-Lauf und 2021 siegte er auch in der 4-mal-400-Meter-Staffel.

## Persönliche Bestleistungen
- 400 Meter: 49,39 s, 7. Juli 2018 in Sofia
  - 400 Meter (Halle): 49,16 s, 3. Februar 2018 in Sofia
- 800 Meter: 1:50,57 min, 19. Mai 2018 in Chania
  - 800 Meter (Halle): 1:51,88 min, 20. Februar 2021 in Istanbul